# Paul Schneiss
Paul Heinrich Schneiss (* 15. März 1933 in Changsha; † 10. Februar 2022) war ein deutscher evangelischer Pfarrer und Missionar.

## Leben
Paul Schneiss wurde am 15. März 1933 als Sohn eines Missionars in der chinesischen Stadt Changsha geboren und kam 1937 nach Mühlhausen an der Enz. 1953 legte er das Abitur ab und ein Jahr darauf trat er dem Missionsseminar der Liebenzeller Mission bei. 1958 siedelte er als Missionar nach Japan über und blieb dort bis 1962. Zurück in Deutschland, begann er ab 1963 als Pfarrdiakon der Evangelischen Landeskirche in Baden mit Sitz in Bühl zu arbeiten, außerdem heiratete er im gleichen Jahr Kiyoko Sakurai, die er zuvor in Japan kennengelernt hatte. 1967 nahm er ein Theologiestudium in Heidelberg auf.

## Sein Wirken bei der DOAM
1966 wurde er Mitarbeiter bei der DOAM (Deutsche Ostasienmission) in Mannheim, wo er 1968 zum Geschäftsführer aufstieg. 1970 reiste er nach Japan, 1972 wurde er der erste Ostasienreferent im neugegründeten Evangelischen Missionswerk in Südwestdeutschland mit Sitz in Stuttgart. 1975 reiste er abermals nach Japan, diesmal als Mitarbeiter der Vereinigten Kirche Christi in Japan. Seit den 1970er Jahren wurde die kirchliche Demokratisierungsbewegung seitens der NCCK (National Council of Churches in Korea) vom Ökumenischen Rat der Kirchen unterstützt und in diesem Zusammenhang wohnte Schneiss als einziger Ausländer mehreren südkoreanischen Gerichtsprozessen bei, die meist gegen die Gegner des diktatorischen Yusin-Regimes von Park Chung-hee geführt wurden. Für den inhaftierten Schriftsteller Kim Chi-ha flog er fast wöchentlich von Tokio nach Seoul. Zugleich half er dem koreanischen Professor Ji Myung-gwan an der Tokio-Frauenuniversität (Tōkyō Joshi Daigaku) bei der Herausgabe seiner Schriften über die tatsächliche Lage und die Demokratisierungsbewegung in Südkorea. Er solidarisierte sich mit der koreanischen Demokratiebewegung und fungierte als Bindeglied zwischen den verschiedenen internationalen Akteuren. Aufgrund dessen wurde er 1977 von der südkoreanischen Regierung als Persona non grata erklärt, und dieser Status wurde erst nach dem offiziellen Ende der Militärdiktatur in Südkorea 1988 aufgehoben. 
Nach dem Tod von Park Chung-hee flog Schneiss' Frau zusammen mit einer US-amerikanischen Freundin am 17. Mai 1980 nach Seoul und beobachtete von ihrem Hotel aus eine große Truppenbewegung. Es stellte sich heraus, dass diese gen Gwangju in Marsch gesetzt wurden, was einige Tage später in den Gwangju-Aufstand mündete. Schneiss erhielt einen Anruf von seiner Frau und informierte sofort die deutschen Journalisten in Japan von dieser ungewöhnlichen Truppenverlegung. Jürgen Hinzpeter von NDR, damals ARD-Korrespondent in Tokio, gelangte daraufhin nach Gwangju und berichtete als einziger Journalist von diesem Massaker. Paul Schneiss, der von Hinzpeter die Kopie der Aufnahmen aus Gwangju erhielt, schickte sie an Amnesty International und den Weltkirchenrat, so dass das Massaker international bekannt wurde. Dafür wurden Paul Schneiss und seine Frau im Jahr 2011 mit dem Maimutterpreis (Koreanisch: 오월어머니상) geehrt.
1984 kehrte er nach Deutschland zurück und arbeitete fortan ehrenamtlich für DOAM, deren Vorsitzender er von 1991 bis 2011 war. Er starb am 10. Februar 2022 im Alter von 88 Jahren.